# Pantómetra

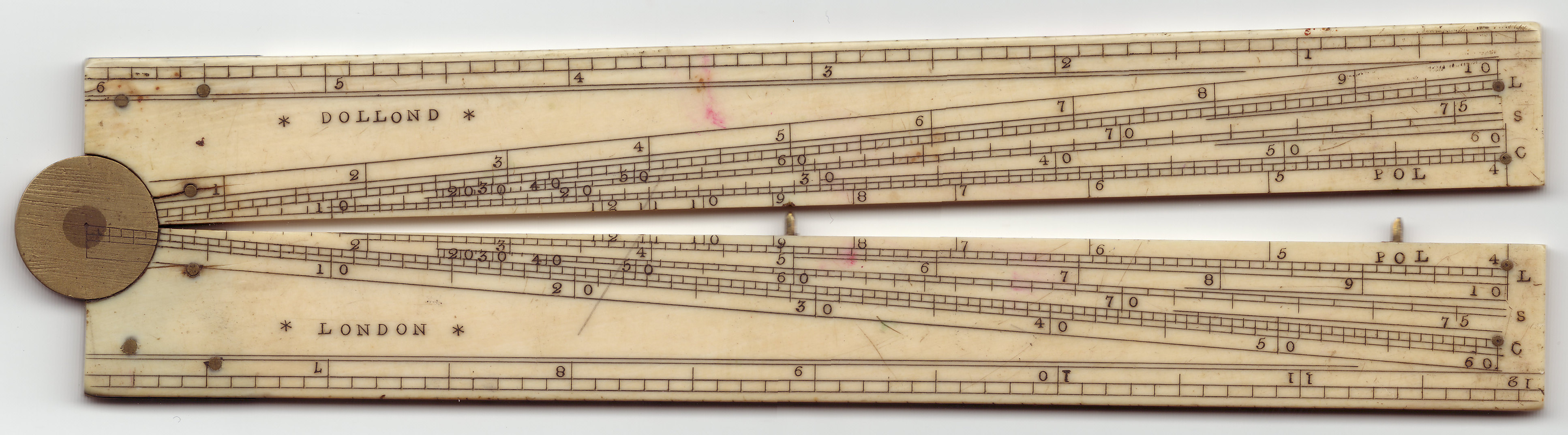
Pantómetra de frente.

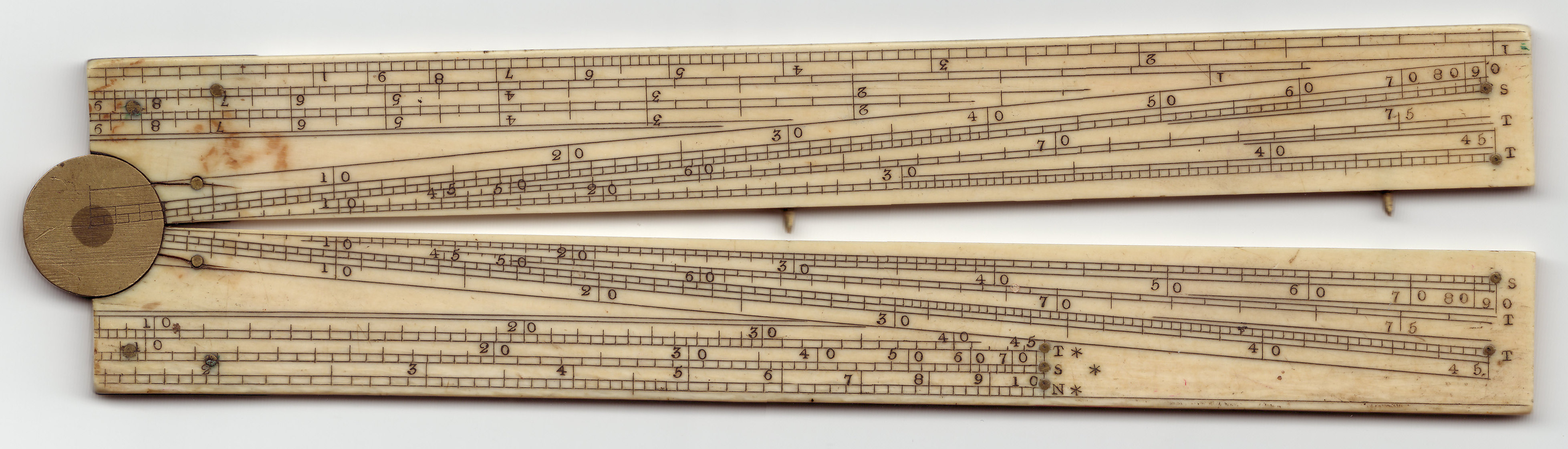
Pantómetra por su otra cara.

La  pantómetra  o compás de proporciones es un instrumento que permite calcular o resolver problemas variados de forma indirecta. Es una especie de calculadora analógica que se basa en la proporcionalidad entre segmentos. 

## Historia
La primera "patente" documentada de una pantómetra es de Abel Foullon (año 1555, Francia) que la llamó "holómetro". El término holòmetre es un sinónimo aceptado en español. Pero se atribuye a Galileo Galilei su popularización. 

## Descripción
La pantómetra tiene la forma de un compás, las dos patas son dos reglas graduadas.
Las reglas tienen forma rectangular y están unidas mediante una bisagra. En posición cerrada forman un prisma rectangular relativamente plano. La bisagra permite que se abran en forma de compás para realizar las operaciones necesarias. 